# Konrad Lorenz

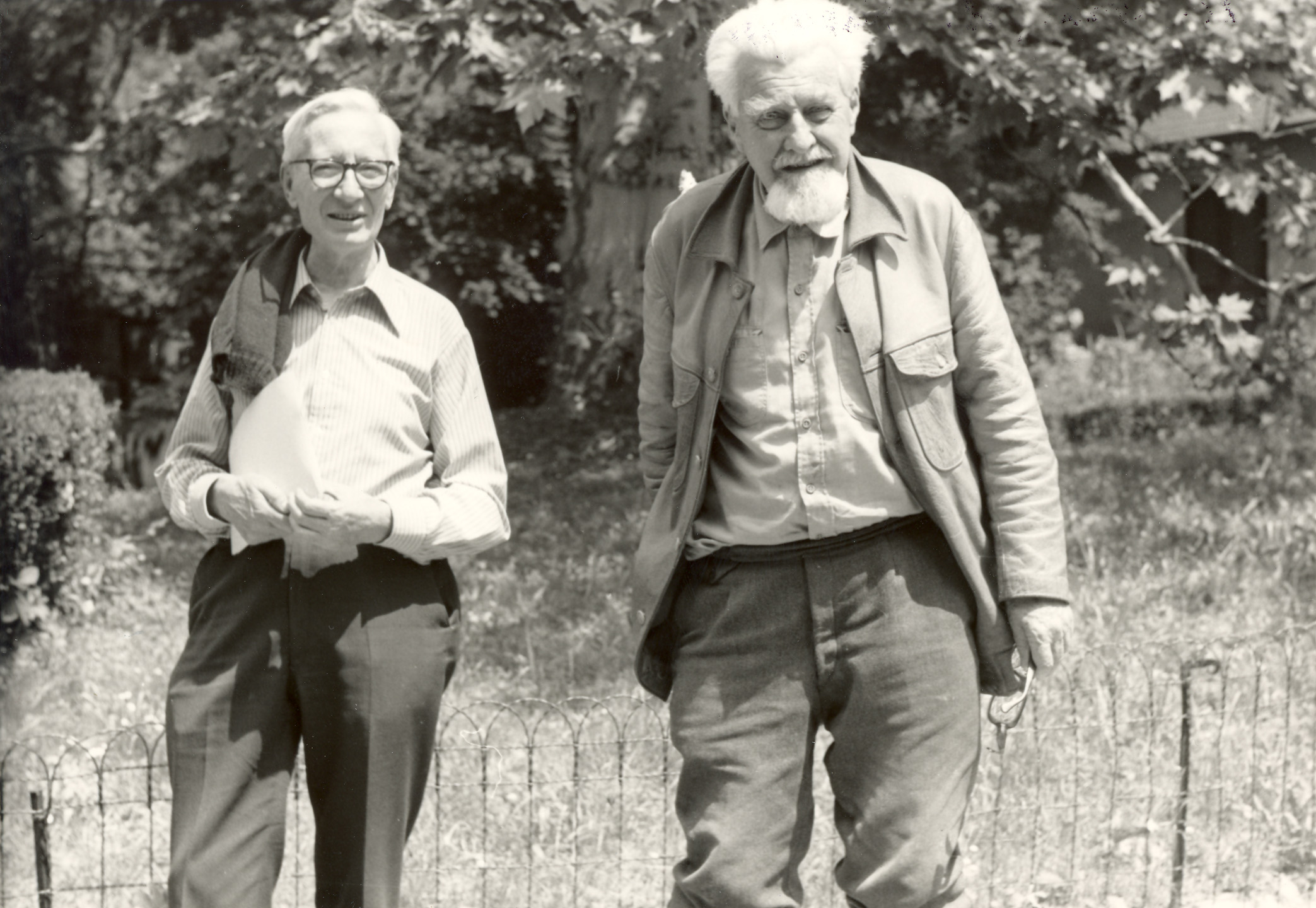
Nikolaas Tinbergen (esquerra) i Konrad Lorenz l'any 1978.

Konrad Zacharias Lorenz (Viena, Imperi Austrohongarès 1903 - Altenberg, Àustria 1989) fou un etòleg i professor universitari austríac guardonat amb el Premi Nobel de Medicina o Fisiologia l'any 1973.

## Biografia
Va néixer el 7 de novembre de 1903 a la ciutat de Viena, en aquells moments situada a l'Imperi Austrohongarès però que avui dia és la capital d'Àustria. AL finalitzar l'escola secundària estava tan interessat en l'evolució que va voler estudiar zoologia i paleontologia. Obeint al seu pare, però, va estudiar dos cursos de medicina a la Universitat de Colúmbia de Nova York, i acabà la carrera a la Universitat de Viena, on es graduà el 1928 i es doctorà en zoologia l'any 1933.
Entre 1940 i 1942 fou professor a la Universitat de Königsberg. Durant la Segona Guerra Mundial va esdevindre metge de l'exèrcit, treballant en la secció de neurologia i psiquiatria de l'hospital de Posen. Considerat un dels pares de l'etologia, el 1961 fou nomenat director de l'Institut Max Planck d'etologia de Seewiesen (Baviera), càrrec que exercí fins al 1973. Va morir el 27 de febrer de 1989 a la ciutat d'Altenberg, població situada prop de Viena.

## Recerca científica
El 1939 va fundar amb Nikolaas Tinbergen l'escola etològica del comportament animal, que va mantenir fortes discrepàncies amb l'escola nord-americana de psicòlegs experimentals. Els nord-americans estudiaven els animals en el laboratori i els europeus preferien observar-los en el seu hàbitat natural. A l'estudiar les pautes d'aprenentatge dels pollets d'oques i ànecs va descobrir una etapa crítica en la qual aprenen a reconèixer i a seguir als pares, fins i tot si aquests són adoptius, sempre que en ells estiguessin presents els estímuls auditius o visuals, l'empremta que provoca la reacció dels joves. Aquesta etapa Lorenz l'anomenà 'imprinting'.
Va rebre el Premi Nobel de Medicina o Fisiologia l'any 1973, compartit amb Nikolaas Tinbergen i Karl von Frisch, pels seus descobriments referents a l'organització dels patrons individuals i socials del comportament. La concessió d'aquest guardó va causar certa sorpresa en el món científic, els arguments del tribunal suec del Premi Nobel fou que els seus treballs contribuïen a comprendre millor alguns aspectes de la psiquiatria.
Influit pel psicòleg Karl Bühler, va intentar aplicar mètodes comparatius a l'estudi del comportament animal. Va cridar l'atenció el fet que els seus resultats van contradir, amb gran violència, les opinions portades a terme per l'escola vitalista o instintivista de William McDougall i les de l'escola mecanicista de Watson. Gran part de la seva vida no va estar interessat en la conducta humana i menys en la cultura humana. Probablement la seva professió de metge va despertar el coneixement dels perills que amenacen a la humanitat civilitzada. Posteriorment es va involucrar amb el perill de la destrucció del medi ambient per l'home i del cercle viciós devastador de competència comercial i creixement barat. Pel que fa a la cultura com un sistema vivent i considerant les seves pertorbacions a partir de les malalties el van dur a l'opinió que l'amenaça principal a l'existència de la humanitat queda pot anomenar-se neurosi de masses.

## Etologia
Lorenz és reconegut com un dels pares fundadors del camp de l'Etologia, l'estudi del comportament animal. És conegut sobretot per la seva investigació sobre el principi d'aferrament, o empremta, mitjançant el qual en algunes espècies es forma un vincle entre un animal nounat i el seu cuidador. Aquest principi l'havia descobert Douglas Spalding al segle xix, i el mentor de Lorenz, Oskar Heinroth, també havia treballat sobre el tema, però la descripció de Prägung de Lorenz, imprimint, en ocells nidífugs com les oques grises al seu llibre de 1935 Der Kumpan in der Umwelt des Vogels ('El company de l'entorn dels ocells') es va convertir en la descripció fonamental del fenomen.
Aquí, Lorenz va utilitzar el concepte d’Umwelt de Jakob von Uexküll per entendre com la percepció limitada dels animals filtrava determinats fenòmens amb els quals interactuaven instintivament. Per exemple, una oca jove s'enllaça instintivament amb el primer estímul en moviment que percep, ja sigui la seva mare o una persona. Lorenz va demostrar que aquest comportament d'empremta és el que permet a l'oca aprendre a reconèixer els membres de la seva pròpia espècie, cosa que els permet ser objecte de patrons de comportament posteriors com l'aparellament. Va desenvolupar una teoria del comportament instintiu que considerava els patrons de conducta com a majoritàriament innats, però provocats per estímuls ambientals, per exemple, l’efecte falcó/oca. Va argumentar que els animals tenen un impuls interior per dur a terme conductes instintives i que si no troben l'estímul adequat, eventualment es comprometran a la conducta amb un estímul inadequat.
L'enfocament de Lorenz a l'etologia deriva d'un escepticisme cap als estudis del comportament animal fets en entorns de laboratori. Va considerar que per entendre els mecanismes del comportament dels animals, era necessari observar tota la seva gamma de comportaments en el seu context natural. Lorenz no va fer gaire treball de camp tradicional però va observar animals a prop de casa seva. El seu mètode implicava empatitzar amb els animals, sovint utilitzant l'antropomorfització per imaginar els seus estats mentals. Creia que els animals eren capaços d'experimentar moltes de les mateixes emocions que els humans.
Tinbergen, l'amic de Lorenz amb qui va rebre conjuntament el premi Nobel, va resumir la principal contribució de Lorenz a l'etologia com fer del comportament un tema d'investigació biològica, considerant el comportament una part de l'equip evolutiu d'un animal. Tinbergen i Lorenz van contribuir a fer de l'Etologia una subdisciplina reconeguda dins de la Biologia i van fundar Ethology, la primera revista especialitzada en el camp (originalment Zeitschift für Tierpsychologie)

## Política

### Nazisme
Lorenz es va unir al Partit Nazi el 1938 i va acceptar una càtedra universitària sota el règim nazi. En la seva sol·licitud d'adhesió al partit, va escriure: «Sóc capaç de dir que tot el meu treball científic està dedicat a les idees dels nacionalsocialistes». Les seves publicacions durant aquest temps van portar en anys posteriors a denúncies que el seu treball científic havia estat contaminat per simpaties nazis. Els seus escrits publicats durant el període nazi van incloure suport a les idees nazis d'higiene racial expressades en metàfores pseudocientífiques.

A la seva autobiografia, Lorenz va escriure:
| « | Les mateixes oques individuals sobre les quals vam realitzar aquests experiments, van despertar primer el meu interès pel procés de domesticació. Eren híbrids F1 de Greylags salvatges i oques domèstiques i mostraven desviacions sorprenents del comportament social i sexual normal dels ocells salvatges. Em vaig adonar que un augment aclaparador dels impulsos de l'alimentació i de la còpula i una disminució dels instints socials més diferenciats és característic de molts animals domèstics. Em va espantar, com encara estic, pensar que processos genètics anàlegs de deteriorament poden estar treballant amb la humanitat civilitzada. Mogut per aquesta por, vaig fer una cosa molt desaconsellada poc després que els alemanys haguessin envaït Àustria: vaig escriure sobre els perills de la domesticació i, per tal de ser entès, vaig redactar el meu escrit amb la pitjor terminologia nazi. No vull atenuar aquesta acció. De fet, vaig creure que dels nous governants podria sortir alguna cosa bona. El precedent règim catòlic de ment estreta a Àustria va induir homes millors i més intel·ligents que jo a estimar aquesta esperança ingènua. Pràcticament tots els meus amics i professors ho van fer, inclòs el meu pare, que sens dubte era un home amable i humà. Cap de nosaltres no sospitava que la paraula selecció, quan la feien servir aquests governants, volgués dir assassinat. Lamento aquells escrits no tant pel descrèdit innegable que reflecteixen sobre la meva persona com pel seu efecte d'obstaculitzar el futur reconeixement dels perills de la domesticació. | » |

Després de la guerra, Lorenz va negar haver estat membre del partit, fins que la seva sol·licitud d'afiliació es va fer pública; i va negar haver conegut l'abast del genocidi, malgrat la seva posició com a psicòleg a l'Oficina de Política Racial. També es va demostrar que havia fet acudits antisemites sobre les característiques jueves en cartes al seu mentor Heinroth. El 2015, la Universitat de Salzburg va revocar pòstumament un doctorat honoris causa atorgat a Lorenz el 1983, citant la seva pertinença al partit i les seves afirmacions en la seva sol·licitud que ell sempre va ser un nacionalsocialista i que la seva feina està al servei del pensament nacionalsocialista. La universitat també l'acusava d'utilitzar la seva obra per difondre elements bàsics de la ideologia racista del nacionalsocialisme.

### Ecologia
Durant els darrers anys de la seva vida, Lorenz va donar suport al naixent Partit dels Verds austríac i el 1984 es va convertir en la figura de proa del Konrad Lorenz Volksbegehren, un moviment de base que es va formar per evitar la construcció d'una central elèctrica al Danubi prop de Hainburg an der Donau i, per tant, la destrucció del bosc circumdant.

## Aportacions i llegat

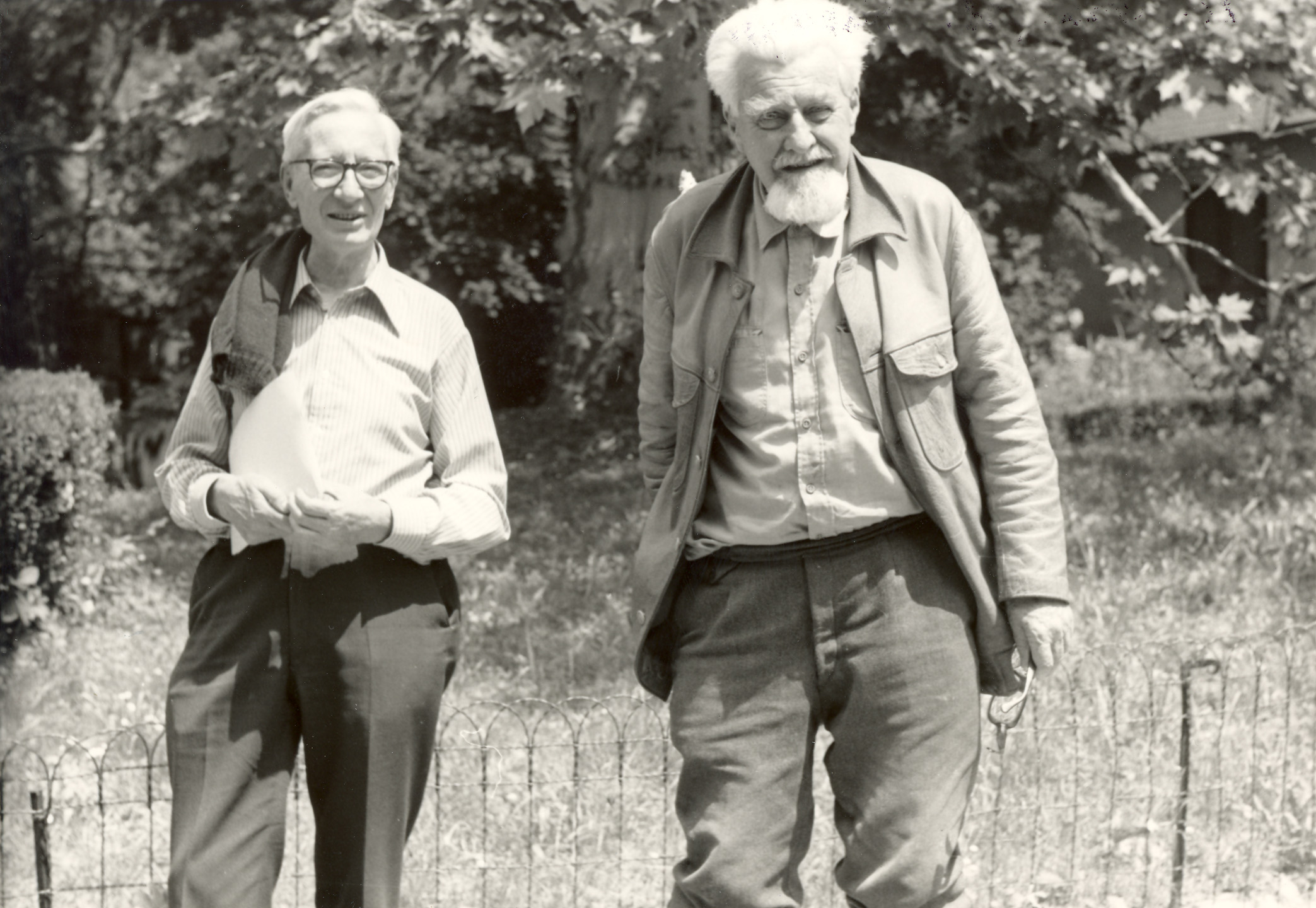
Amb Nikolaas Tinbergen (esquerra), 1978

Lorenz ha estat anomenat 'El pare de l'etologia', per Niko Tinbergen. Potser la contribució més important de Lorenz a l'etologia va ser la seva idea que els patrons de comportament es poden estudiar com a òrgans anatòmics. Aquest concepte constitueix la base de la investigació etològica. Tanmateix, Richard Dawkins va anomenar Lorenz un home de l'espècie afirmant que la idea de la selecció del grup estava tan profundament arrelada en el pensament de Lorenz que evidentment no es va adonar que les seves declaracions contravenien la teoria darwiniana ortodoxa .
Juntament amb Nikolaas Tinbergen, Lorenz va desenvolupar la idea d'un mecanisme d'alliberament innat per explicar els comportaments instintius (patrons d'acció fixa). Van experimentar amb estímuls sobrenormals com ara ous gegants o becs d'ocells que van trobar que podien alliberar els patrons d'acció fixa amb més força que els objectes naturals als quals s'adaptaven els comportaments. Influenciat per les idees de William McDougall, Lorenz va desenvolupar això en un model psicohidràulic de la motivació de la conducta, que tendia cap a les idees seleccionistes de grup, que van ser influents en la dècada del 1960. Una altra de les seves aportacions a l'etologia és el seu treball sobre l'empremta. La seva influència en una generació més jove d'etòlegs; i les seves obres populars, van ser importants per atreure l'etologia a l'atenció del gran públic.
Lorenz va afirmar que hi havia un menyspreu generalitzat per les ciències descriptives. Ho va atribuir a la negació de la percepció com a font de tot coneixement científic: «una negació que ha estat elevada a la categoria de religió». Va escriure que en la investigació comparativa del comportament, «cal descriure diversos patrons de moviment, registrar-los i, sobretot, fer-los inconfusiblement reconeixibles».
Hi ha tres institucions de recerca que porten el nom de Lorenz a Àustria: l'Institut Konrad Lorenz per a la Recerca en Evolució i Cognició (KLI) es va allotjar a la mansió familiar de Lorenz a Altenberg abans de traslladar-se a Klosterneuburg el 2013; el Konrad Lorenz Forschungsstelle (KLF) a la seva antiga estació de camp de Grünau; i l’Institut d'Etologia Konrad Lorenz, un centre d'investigació extern de la Universitat de Medicina Veterinària de Viena.

### Visió dels reptes als quals s'enfronta la humanitat

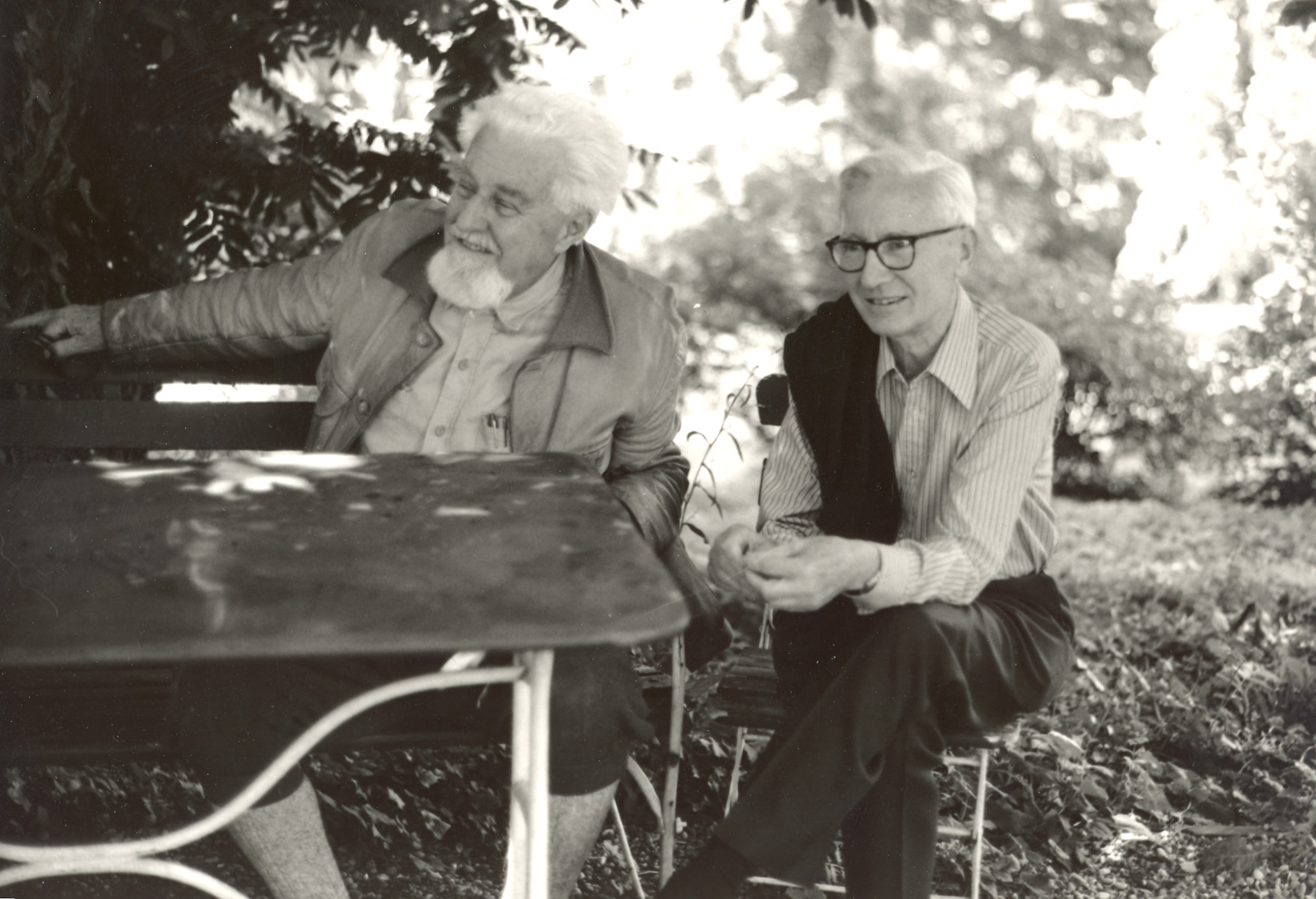
Amb Nikolaas Tinbergen (dreta), 1978

Lorenz va predir la relació entre l'economia de mercat i l'amenaça de catàstrofe ecològica. Al seu llibre de 1973, Civilized Man's Eight Deadly Sins, Lorenz aborda la següent paradoxa:
| « | Tots els avantatges que l'home ha obtingut de la seva comprensió cada cop més aprofundida del món natural que l'envolta, el seu progrés tecnològic, químic i mèdic, tot això hauria de semblar que alleuja el sofriment humà... tendeix, en canvi, a afavorir la destrucció de la humanitat | » |

Lorenz adopta un model ecològic per intentar comprendre els mecanismes darrere d'aquesta contradicció. Així, «totes les espècies... estan adaptades al seu entorn... incloent no només components inorgànics... sinó tots els altres éssers vius que habiten la localitat». p31. Fonamental per a la teoria de l'ecologia de Lorenz és la funció dels mecanismes de retroalimentació negativa, que, de manera jeràrquica, esmorteeixen els impulsos que es produeixen per sota d'un determinat llindar. Els propis llindars són el producte de la interacció de mecanismes contrastats. Així, el dolor i el plaer actuen mútuament com a control sobre l'altre:
| « | Per aconseguir una presa desitjada, un gos o un llop farà coses de les quals, en altres contextos, defugirien: córrer per arbustos espinosos, saltar a l'aigua freda i exposar-se a riscos que normalment els espantarien. Tots aquests mecanismes inhibidors... actuar com a contrapès als efectes dels mecanismes d'aprenentatge... L'organisme no es pot permetre pagar un preu que no valgui la pena. p53. | » |

A la natura, aquests mecanismes tendeixen a un estat estable entre els éssers vius d'una ecologia:
| « | Un examen més atent mostra que aquests éssers... no només no es perjudiquen mútuament, sinó que sovint constitueixen una comunitat d'interessos. És obvi que el depredador està molt interessat en la supervivència d'aquella espècie, animal o vegetal, que constitueix la seva presa.... No és estrany que l'espècie presa tregui beneficis específics de la seva interacció amb l'espècie depredadora... pàgines 31–33. | » |

Lorenz afirma que la humanitat és l'única espècie no vinculada per aquests mecanismes, sent l'única que ha definit el seu propi entorn:
| « | [El ritme de l'ecologia humana] està determinat pel progrés de la tecnologia de l'home (p35)... L'ecologia humana (economia) es regeix per mecanismes de retroalimentació POSITIVA, definit com un mecanisme que tendeix a fomentar el comportament més que a atenuar-lo (p43). La retroalimentació positiva sempre implica el perill d'un efecte allau... Un tipus particular de retroalimentació positiva es produeix quan individus de la mateixa espècie entren en competició entre ells... Per a moltes espècies animals, els factors ambientals mantenen... selecció intraespècie de [que condueix a] desastre... Però no hi ha cap força que exerceixi aquest tipus d'efectes reguladors saludables sobre el desenvolupament cultural de la humanitat; malauradament per a ella mateixa, la humanitat ha après a vèncer totes aquelles forces ambientals externes a ella mateixa p44. | » |

Respecte a l'agressivitat en els éssers humans, Lorenz afirma:
| « | Imaginem que un investigador absolutament imparcial en un altre planeta, potser a Mart, està examinant el comportament humà a la Terra, amb l'ajuda d'un telescopi l'augment del qual és massa petit per permetre-li discernir els individus i seguir el seu comportament separat, però prou gran com per ell per observar fets com migracions de pobles, guerres i grans esdeveniments històrics similars. Mai tindria la impressió que el comportament humà estava dictat per la intel·ligència, encara menys per la moral responsable. Si suposem que el nostre observador aliè és un ésser de raó pura, desproveït d'instints ell mateix i inconscient de la manera en què tots els instints en general i l'agressivitat en particular poden avorrir-se, no sabria com explicar la història. Els fenòmens sempre recurrents de la història no tenen causes raonables. És un simple lloc comú dir que són causats pel que el llenguatge comú denomina tan encertadament naturalesa humana. La naturalesa humana irracional i irraonable fa que dues nacions competeixin, encara que cap necessitat econòmica les obliga a fer-ho; indueix a dos partits polítics o religions amb programes de salvació sorprenentment semblants a lluitar entre ells amargament, i impulsa un Alexandre o un Napoleó a sacrificar milions de vides en el seu intent d'unir el món sota el seu ceptre. Ens han ensenyat a considerar amb respecte algunes de les persones que han comès aquests i altres absurds semblants, fins i tot com a homes grans, acostumem a cedir a la saviesa política dels responsables, i tots estem tan acostumats a aquests fenòmens que la majoria de nosaltres no ens adonem de com d'abjectament estúpid i indesitjable és en realitat el comportament històric de masses de la humanitat | » |

Lorenz no veu necessàriament dolenta la independència humana dels processos ecològics naturals. Ell afirma que:
| « | Una [ecologia] completament nova que es correspon en tots els sentits als desitjos [de la humanitat]... podria, teòricament, resultar tan durador com el que hauria existit sense la seva intervenció (36). | » |

Tanmateix, el principi de competència, propi de les societats occidentals, destrueix qualsevol possibilitat d'això:
| « | La competència entre els éssers humans destrueix amb una brutalitat freda i diabòlica... Sota la pressió d'aquesta fúria competitiva no només hem oblidat allò que és útil per a la humanitat en el seu conjunt, sinó fins i tot allò que és bo i avantatjós per a l'individu. […] Un es pregunta, què és més perjudicial per a la humanitat moderna: la set de diners o la pressa de consum... en qualsevol cas, la por juga un paper molt important: la por de ser superat pels competidors, la por de fer-se pobre, la por de prendre decisions equivocades o la por de no estar a l'alçada... (pàgs. 45–47) | » |

### Especulacions filosòfiques
En el seu llibre de 1973 Behind the Mirror: A Search for a Natural History of Human Knowledge, Lorenz considera la vella qüestió filosòfica de si els nostres sentits ens informen correctament sobre el món tal com és, o ens proporcionen només una il·lusió. La seva resposta ve de la biologia evolutiva. Només es transmeten els trets que ens ajuden a sobreviure i reproduir-nos. Si els nostres sentits ens proporcionessin informació errònia sobre el nostre entorn, aviat estaríem extingits. Per tant, podem estar segurs que els nostres sentits ens donen la informació correcta, perquè si no, no estaríem aquí per enganyar-nos.

## Obra publicada
- 1952: King Solomon's Ring
- 1954: Man Meets Dog
- 1965: Evolution and Modification of Behavior
- 1966: On Aggression
- 1970: Studies in Animal and Human Behavior, Volume I
- 1971: Studies in Animal and Human Behavior, Volume II
- 1973: Behind the Mirror
- 1974: Civilized Man's Eight Deadly Sins
- 1979: The Year of the Greyleg Goose
- 1982: The Foundations of Ethology
- 1995: The Natural Science of the Human Species: An Introduction to Comparative Behavioral Research - The Russian Manuscript (1944-1948)